# Стейси, Джей
Джей Джейсон Стейси (англ. Jay Jason Stacy; род. 9 августа 1968, Мельбурн) — австралийский хоккеист на траве, полузащитник; тренер. Серебряный призёр летних Олимпийских игр 1992 года, двукратный бронзовый призёр летних Олимпийских игр 1996 и 2000 годов, участник летних Олимпийских игр 1988 года, двукратный бронзовый призёр чемпионата мира 1990 и 1994 годов. Лучший хоккеист мира 1999 года.

## Биография
Джей Стейси родился 9 августа 1968 года в австралийском городе Мельбурн.
Играл в хоккей на траве за австралийские «Мельбурн Редбэкс», «Виктория Викингз», «Эссендон», «Хейл», нидерландский «Оранье Цварт». Выступая за мельбурнцев, трижды признавался лучшим игроком Австралийской хоккейной лиги (1992, 1996—1997).
В 1988 году вошёл в состав сборной Австралии по хоккею на траве на летних Олимпийских играх в Сеуле, занявшей 4-е место. Играл на позиции полузащитника, провёл 4 матча, забил 1 мяч в ворота сборной Испании.
В 1990 году завоевал бронзовую медаль чемпионата мира в Лахоре. Забил мяч в матче за 3-4 места против сборной ФРГ (2:1).
В 1992 году вошёл в состав сборной Австралии по хоккею на траве на летних Олимпийских играх в Барселоне и завоевал серебряную медаль. Играл на позиции полузащитника, провёл 7 матчей, забил 5 мячей (два в ворота сборной Великобритании, по одному — Аргентине, Египту и Индии).
В 1994 году завоевал бронзовую медаль чемпионата мира в Сиднее. Забил 2 мяча, в том числе в матче за 3-4-е места против сборной Германии (5:2).
В 1996 году вошёл в состав сборной Австралии по хоккею на траве на летних Олимпийских играх в Атланте и завоевал бронзовую медаль. Играл на позиции полузащитника, провёл 7 матчей, забил 4 мяча (два в ворота сборной Германии, по одному — Южной Корее и Великобритании).
В 1998 году участвовал в чемпионате мира в Утрехте, где австралийцы заняли 4-е место. Стал лучшим снайпером турнира, забив 11 мячей.
В том же году завоевал золотую медаль хоккейного турнира Игр Содружества в Куала-Лумпуре.
В 1999 году был признан лучшим игроком мира по версии Международной федерации хоккея на траве.
В 2000 году вошёл в состав сборной Австралии по хоккею на траве на летних Олимпийских играх в Сиднее и завоевал бронзовую медаль. Играл на позиции полузащитника, провёл 7 матчей, забил 3 мяча (по одному в ворота сборных Польши, Индии и Южной Кореи).
Шесть раз выигрывал медали Трофея чемпионов: золотые в 1990 году в Мельбурне, в 1993 году в Куала-Лумпуре и в 1999 году в Брисбене, серебряную в 1995 году в Берлине, бронзовые в 1997 году в Аделаиде и в 1998 году в Лахоре.
В течение карьеры провёл за сборную Австралии 321 матч, забил 172 мяча.
После окончания игровой карьеры стал тренером. В 1998 году работал тренером в академии «Оранье Цварт». В сезоне-2005/06 возглавлял бельгийский «Драгонз».
С 2010 года работат главным тренером мужской команды хоккейной программы института спорта штата Виктория. В 2010—2018 годах тренировал «Виктория Викингз», в 2016—2017 годах — индийский «Дабанг Мумбай».
В феврале 2022 года был назначен главным тренером юниорской сборной Австралии. В том же году привёл её к победе в чемпионате Океании. В 2023 году занял с ней 6-е место на чемпионате мира в Куала-Лумпуре.